# Мерклин, Карл Евгеньевич
Карл Евге́ньевич (фон) Ме́рклин (нем. von Merklin, 7 (19) апреля 1821 — 26 ноября (9 декабря) 1904) — ботаник-физиолог, палеоботаник, член-корреспондент Императорской Санкт-Петербургской Академии наук (1864).
Известен трудами по систематике и анатомии ископаемых растений, содержащихся в палеозойских, мезозойских и особенно третичных отложениях европейской части России и частично Сибири.

## Путь в науке
По окончании учёбы в Рижской гимназии поступил в Дерптский университет, где завершил курс со степенью кандидата естественных наук в 1845 году. Затем Мерклин занимался ботаникой в течение полутора лет за границей: в Париже под руководством Адриена Жюссьё и Адольфа Броньяра и в физиологическом институте в Йене под руководством Шлейдена.
Возвратясь в Россию в 1846 году, Мерклин сначала поступил приват-доцентом в Лесной институт, потом получил место физиолога в Императорском ботаническом саду, сделался экспертом по естествознанию и микроскопии в Медицинском департаменте.
В 1856 году в продолжение одного полугодия Мерклин читал лекции в Санкт-Петербургском университете, заменяя профессора Ценковского.
В 1864 году Мерклин — ординарный профессор Медицинской академии, а с 1877 года непременный член Военно-медицинского учёного комитета. Мерклин преподавал ботанику на Высших женских медицинских курсах. 
Своими трудами по истории развития листьев и папоротников, а также русских ископаемых растений Мерклин заслужил повсюду почётную известность. Он был членом-учредителем, почётным или действительным членом многих иностранных и русских обществ.
Скончался в 1904 году в Санкт-Петербурге. Похоронен на Волковском лютеранском кладбище.

## Научные труды
- Zur Entwicklungsgeschichte der Blattgestalten. — Йена, 1846. — с рисунками; отчасти помещено и на французском в «Ann. des Sciences»
- Zur Entwicklungsgeschichte der Farnkräuter. — 1850. — с рисунками
- Paleontologikon rossicum. — СПб., 1855. — с рисунками; книга получила вторую Демидовскую премию Императорской академии наук
- О внутреннем строении и жизни растений. — СПб., 1855—1856.
- Анатомия коры и древесины лесных деревьев в России. — СПб., 1857.
- Наставление об исследовании подозрительных пятен. — 1870. — с таблицами, книга выдержала два издания на русском (второе издание —1872) и одно на немецком (1871)
- Лекарственные растения русской флоры. — СПб., 1893. — с атласом